# Merga Bien

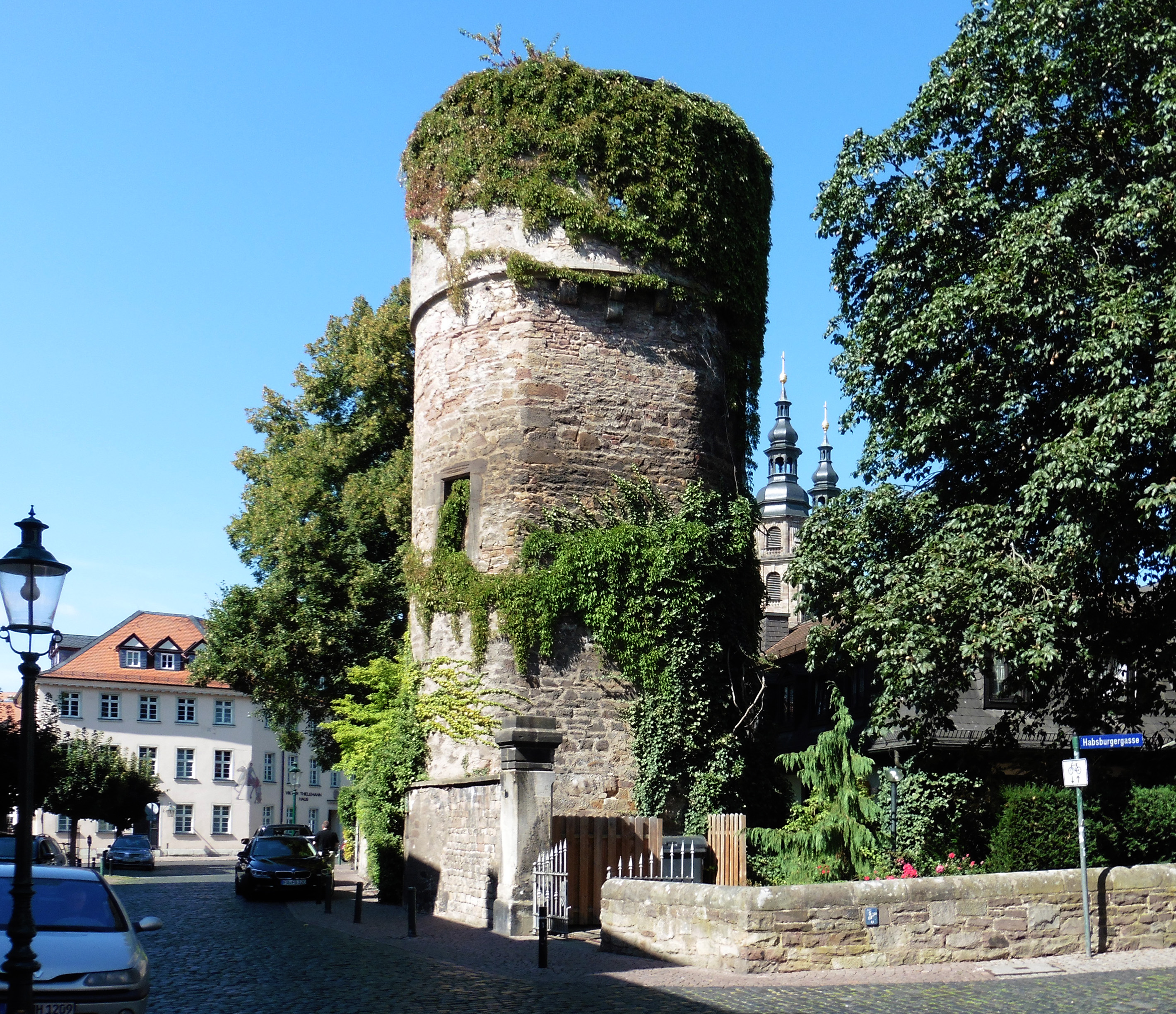
Torre utilizada como prisión durante los juicios por brujería de Fulda.

Merga Bien (c. 1560-1603) fue una mujer alemana condenada por brujería y quizás la más famosa de las víctimas en los juicios por brujería de Fulda en 1603 a 1605. 
Bien nació en la ciudad de Fulda. Se casó tres veces, enviudó y fue heredera de sus primeros dos maridos. En 1588, se casó con Blasius Bien y se mudó de la ciudad, pero regresó después de un conflicto con los empleadores de su marido.
Con el tiempo, el príncipe abad Balthasar von Dernbach, quién había regresado al poder en 1602 después de un largo exilio, ordenó una investigación por brujería en la ciudad. Más de 200 personas fueron ejecutadas. Estos juicios duraron hasta su muerte, en 1605. 
En marzo de 1603, las investigaciones resultaron en la primera ola de arrestos en la ciudad. El 19 de junio, Merga fue arrestada y puesta en prisión. Su marido protestó ante la Cámara de la Corte Imperial en Espira y señaló que estaba embarazada. En prisión, fue forzada a confesar el asesinato de su segundo marido, sus hijos y un miembro de la familia de los empresarios de su marido, y que participó en un rito satánico. Su embarazo, al contrario de lo que esperaban, fue considerado una circunstancia agravante; ella y su marido no habían tenido hijos a pesar de que llevaban casados catorce años. Fue obligada a confesar que su embarazo actual era el resultado del coito con el diablo.
Bien fue hallada culpable de brujería y quemada en la hoguera en Fulda en el otoño de 1603.